# ریشیری، هوکایدو
ریشیری، هوکایدو (به لاتین: Rishiri, Hokkaido) یک منطقهٔ مسکونی در ژاپن است که در Sōya Subprefecture واقع شده‌است. ریشیری ۲٬۱۶۹ نفر جمعیت دارد.